# 礼顿 (阿拉巴马州)
礼顿（英文：Leighton），是美国阿拉巴马州下属的一座城市。面积约为0.99平方英里（约合2.55平方公里）。根据2010年美国人口普查，该市有人口729人，人口密度为740.1/平方英里（约合285.88/平方公里）。